# Mahmoud Zoubi
Mahmoud Zoubi (arabisch محمود الزعبي Maḥmūd az-Zuʿbī; * 1935 im Gouvernement Rif Dimaschq, Syrische Republik; † 21. Mai 2000 in Damaskus) war ein syrischer Politiker und viele Jahre lang Ministerpräsident. Gelegentlich wurden auch die Umschriften Zuhbi, Suabi, Zuabi, Zuʿbī, Zubi oder Subi verwendet.
Zoubi war ein von Bauern aus der Hauran-Region abstammender Muslim und syrischer Ministerpräsident unter Staatspräsident Hafiz al-Assad. Er übte dieses Amt vom 1. November 1987 bis zu seiner Entlassung am 7. März 2000 aus und war Mitglied der Baath-Partei und der von ihr geführten Nationalen Fortschrittsfront.
Während seiner Amtszeit nahm er 1989 in Teheran an der Beisetzung Chomeinis teil, und seine Regierung führte Krieg sowohl im Libanon 1989/90 als auch gegen den Irak 1991. Anfang 1992 erließ die Regierung eine größere Amnestie, durch die auch Ex-Präsident Nureddin al-Atassi aus dem Gefängnis kam. Zoubi erreichte 1994 in Moskau eine Regelung der noch aus Sowjetzeiten stammenden Schuldenfrage, bemühte sich um das Zustandekommen einer gegen das palästinensisch-israelische Abkommen gerichteten Ablehnungsfront und lehnte von Israels Premier Rabin († 1995) angebotene Geheimverhandlungen über die Rückgabe der Golanhöhen ab. Erst 1997 gelang eine Normalisierung der Beziehungen zum Irak. Des wirtschaftlichen Niedergangs und der zunehmenden sozialen Probleme wurden Zoubi und sein Wirtschaftsminister Imadi unter anderem wegen des Rückgangs der Erdölförderung jedoch nicht Herr, was im März 2000 zu ihrer Absetzung führte. Mit ihnen wurden etwa ein Dutzend weitere Minister ausgewechselt.
Im Mai 2000 beging Zoubi aufgrund von Korruptionsermittlungen gegen ihn Suizid.